# 多良車站 (台灣)

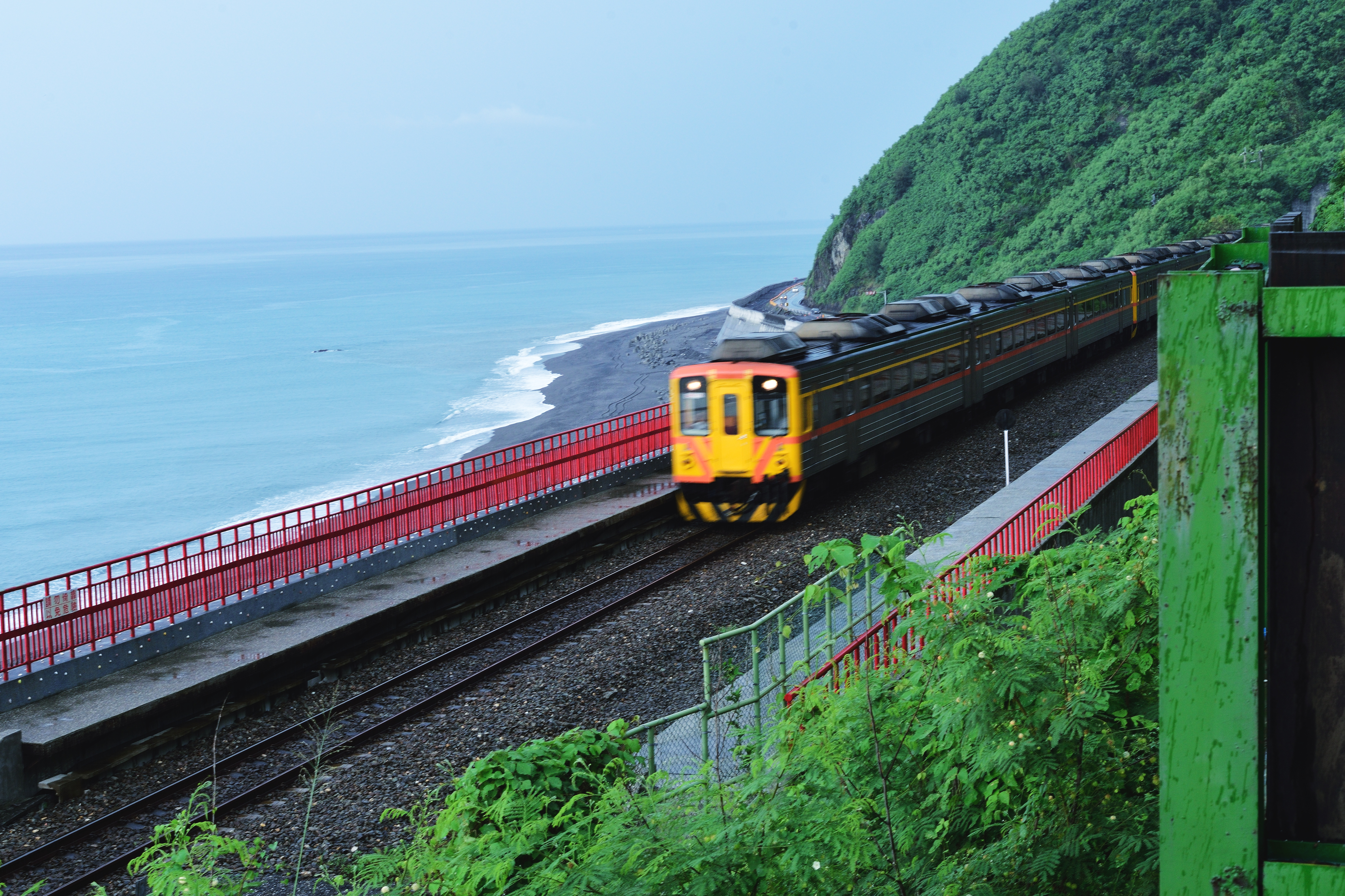
列車行經多良車站

多良車站為台灣臺東縣太麻里鄉多良村境內，臺灣鐵路管理局南迴線之已廢止鐵路車站。

## 車站概要
最初南迴線規劃時，因瀧溪與金崙區間較長，因此於多良興建號誌站，供列車交會。站址原本為山坡地，兩端均為隧道，南迴鐵路工程處特別將車站以高架設計，站在月台上即可鳥瞰太平洋。後因業務清淡，自2006年7月1日起結束旅客業務，同年10月1日正式裁撤。目前車站雖無提供客運服務，仍有行車設備機房運作，原有車站站體屋頂改為觀景台，當地居民亦提供旅客休息與飲食攤位，已成為南迴公路的著名觀光景點，每日均有相當數量之參觀人數。因此在南迴鐵路電氣化計畫中，臺鐵有意復站營運。隨後，臺東縣政府已經證實，南迴線鐵路電化完工後，將進行招商引資，亦配合「台鐵南迴鐵路車站風貌改造計畫」進行車站外觀設施及周邊景觀改造，原計畫要在改造後復站並交由台東縣政府管理，但是因為維護管理範圍包含舊多良一號隧道使得臺東縣政府、太麻里鄉公所認為負擔過重而放棄。
多良車站南側的多良一號隧道從南迴鐵路完工後歷經多次加固，仍逐漸產生異狀，導致隧道淨空不足，無法降道配合鐵路電氣化架設電車線功能，故利用南迴鐵路電氣化工程順便進行改線。改線範圍從大溪四號橋北側，沿海側增設單線鐵路往北銜接至多良站南側。因此之後舊多良一號隧道廢棄停用，並新建較短的新多良一號隧道提供各級列車行駛（152公尺長）。2020年5月28日，多良站南側的臨海新線切換通車。

### 站名由來
此地原為排灣族「打腊打蘭社」所在地，1937年日治時期更名「多多良」，多多良（日语：／ tatara ?）為日本人名，在日本有多多良車站。南迴鐵路設站時，將地名簡化為多良，作為站名。並與佐賀縣多良站同名。

## 車站構造
廢站前本站設有岸式月臺兩座，位於台9線417.5K處，原有兩條軌道可供列車交會，因南迴線車班次較少，不需辦理交會業務，山側軌道在南迴線開通不久即拆除。

## 歷史
- 1992年10月5日：隨著南迴線正式通車而啟用[9]，當時設有兩股軌道及月台，但幾天後因為沒有交會需求而拆除山側軌道及兩端道岔。
- 1992年10月28日：正式成為招呼站，並指定由金崙站管理。
- 2006年7月1日：因業務清淡而宣佈裁撤，客運列車不再停靠本站。
- 2006年10月1日：正式裁撤。
- 2008年8月23日：成為郵輪式列車的中途停車地點，但並未恢復其原本的車站編制。
- 2011年12月20日：臺鐵停止受理停靠枋野、多良兩站之申請。
- 2013年12月13日：旅客在拍攝多良站時，發生誤闖鐵軌淨空區域，列車緊急煞車後以及旅客及時閃避未釀成事故[10]。
- 2014年2月：台鐵進行車站月台欄杆維護工程，將原紅色欄杆重新油漆為綠色[11]。
- 2014年4月17日：由於民眾批評月台欄杆改為綠色失去原味，故台鐵將顏色重新油漆為原本之紅色[11]。
- 2016年8月6日：因為前往觀光的觀光客人數眾多，加上前往多良車站的道路狹窄，以及停車空間不足，外地民眾車輛進出已影響當地居民的出入，因此當地民眾封鎖前往車站的道路，期望透過自發性的道路管制減少居民進出不便。[12]
- 2017年3月：由於業者於車站附近架設基地台破壞地景造成民眾不滿，經立法委員黃國書於立法院交通委員會提出質詢後，國家通訊傳播委員會主任委員詹婷怡允諾將檢討，並於月底完成遷移。[13][14]
- 2021年2月1日：開始徵收入園清潔費新台幣10元。[15]
- 2021年5月16日：因應疫情擴大，台東縣太麻里鄉公所宣布「多良火車站」暫停開放至6月8日止。[16]
- 2024年7月1日：多良車站整修半年後重新對外開放，水電管路整新，販售區域配置也統一規格，優化過去擁擠空間及雜亂販售區的印象[17]。

## 利用狀況
| 歷年旅客人次紀錄（1992-2006年） | 歷年旅客人次紀錄（1992-2006年） | 歷年旅客人次紀錄（1992-2006年） | 歷年旅客人次紀錄（1992-2006年） | 歷年旅客人次紀錄（1992-2006年） | 歷年旅客人次紀錄（1992-2006年） | 歷年旅客人次紀錄（1992-2006年） |
| 年                              | 年間                            | 年間                            | 年間                            | 年間                            | 1日平均                         | 1日平均                         |
| 年                              | 上車                            | 下車                            | 上下車                          | 來源                            | 上車                            | 上下車                          |
| ------------------------------- | ------------------------------- | ------------------------------- | ------------------------------- | ------------------------------- | ------------------------------- | ------------------------------- |
| 1992                            | 0                               | 7                               | 7                               | [ 18 ]                          | 0                               | 0                               |
| 1993                            | 4                               | 118                             | 122                             | [ 19 ]                          | 0                               | 0                               |
| 1994                            | 0                               | 151                             | 151                             | [ 20 ]                          | 0                               | 0                               |
| 1995                            | 0                               | 140                             | 140                             | [ 21 ]                          | 0                               | 0                               |
| 1996                            | 0                               | 19                              | 19                              | [ 22 ]                          | 0                               | 0                               |
| 1997                            | 4                               | 156                             | 160                             | [ 23 ]                          | 0                               | 0                               |
| 1998                            | 1                               | 69                              | 70                              | [ 24 ]                          | 0                               | 0                               |
| 1999                            | 0                               | 61                              | 61                              | [ 25 ]                          | 0                               | 0                               |
| 2000                            | 6                               | 408                             | 414                             | [ 26 ]                          | 0                               | 1                               |
| 2001                            | 152                             | 2,780                           | 2,932                           | [ 27 ]                          | 0                               | 8                               |
| 2002                            | 113                             | 485                             | 598                             | [ 28 ]                          | 0                               | 2                               |
| 2003                            | 102                             | 364                             | 466                             | [ 29 ]                          | 0                               | 1                               |
| 2004                            | 113                             | 281                             | 394                             | [ 30 ]                          | 0                               | 1                               |
| 2005                            | 1,644                           | 819                             | 2,463                           | [ 31 ]                          | 5                               | 7                               |
| 2006                            | 327                             | 1,284                           | 1,611                           | [ 32 ]                          | 4                               | 19                              |

## 相片集

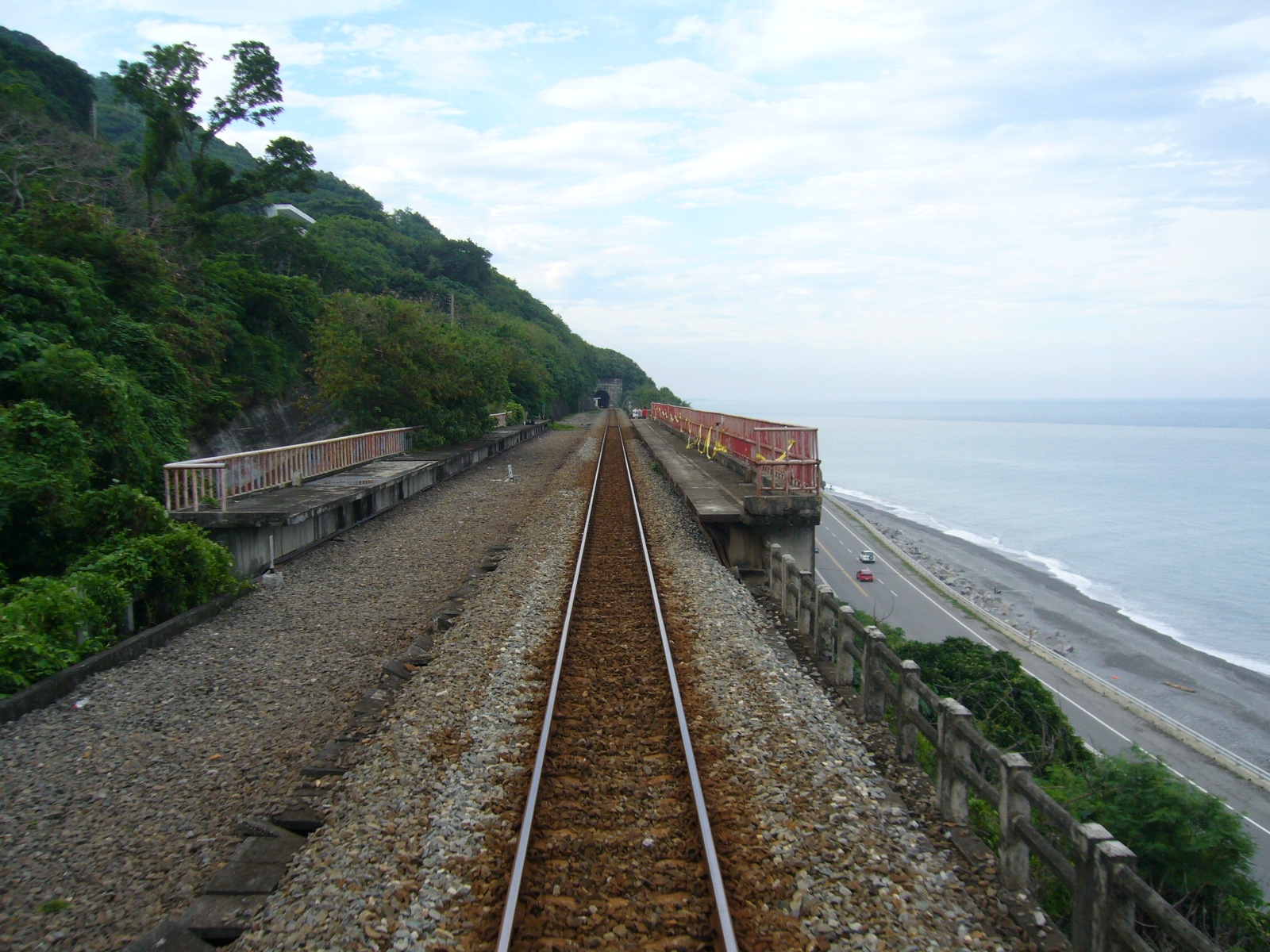
2006年多良車站月台
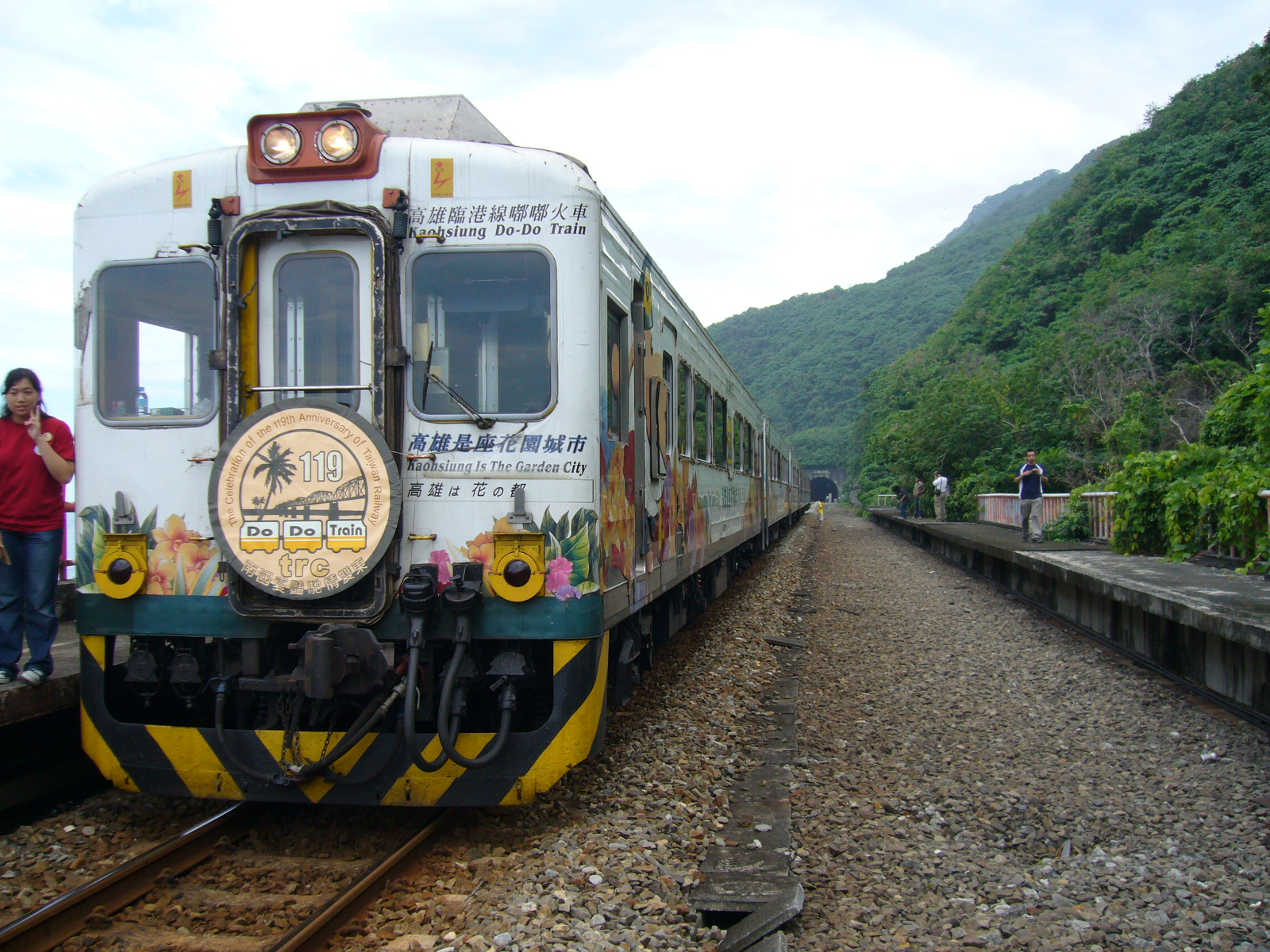
民間活動專車停在多良車站
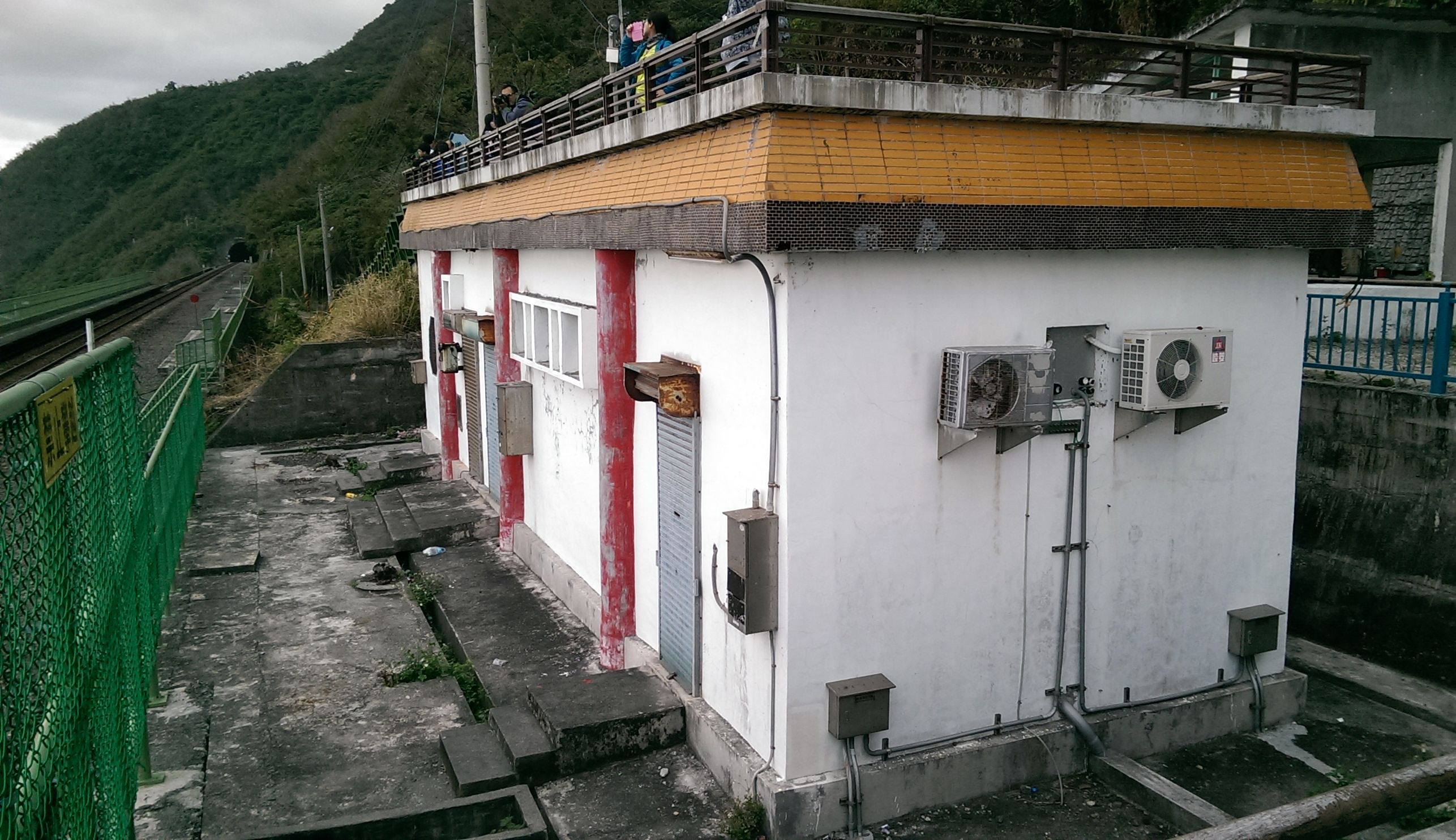
多良廢站後，原有的站體變成機房
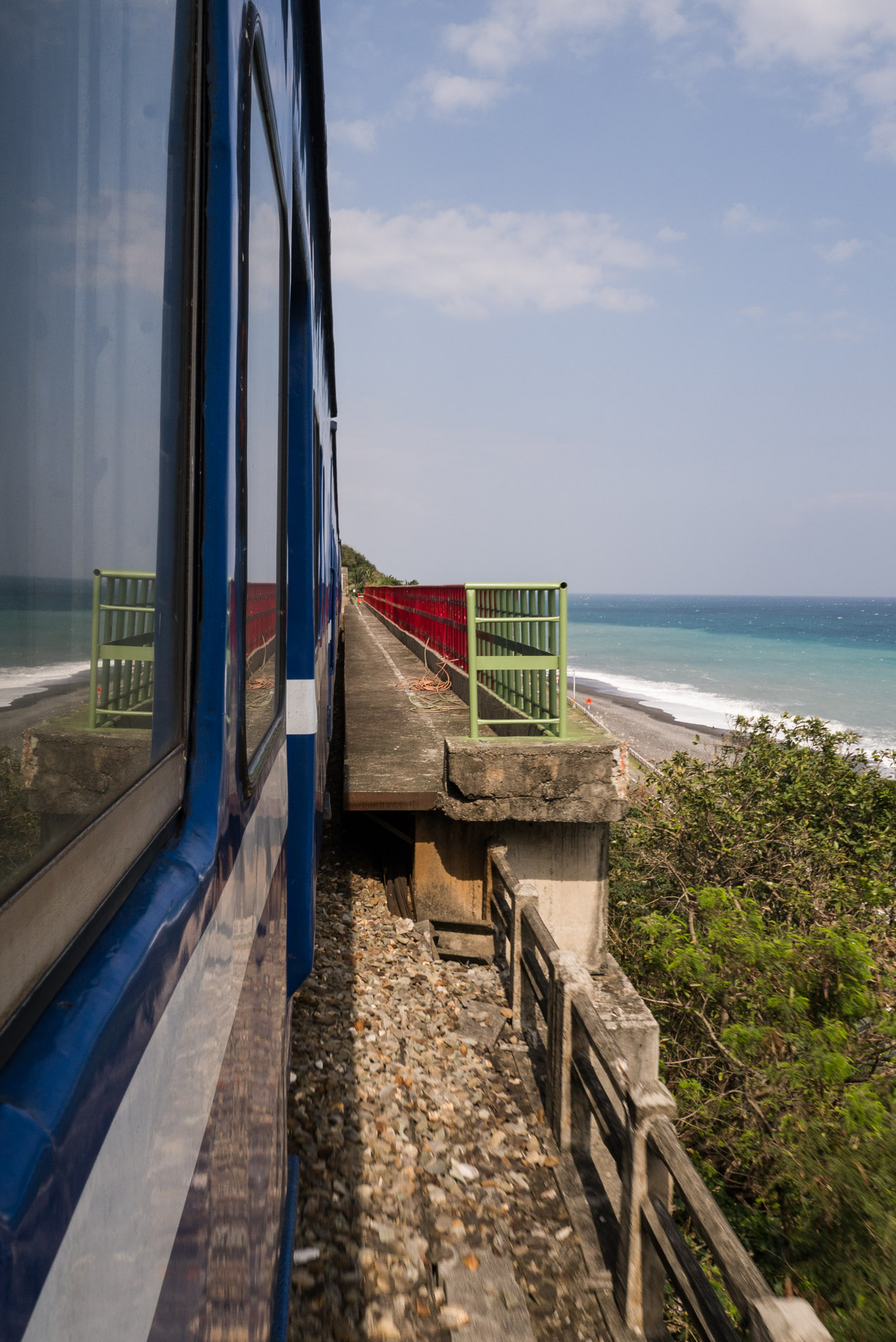
2014年初月台欄杆維護工程之綠色欄杆，現已恢復為紅色
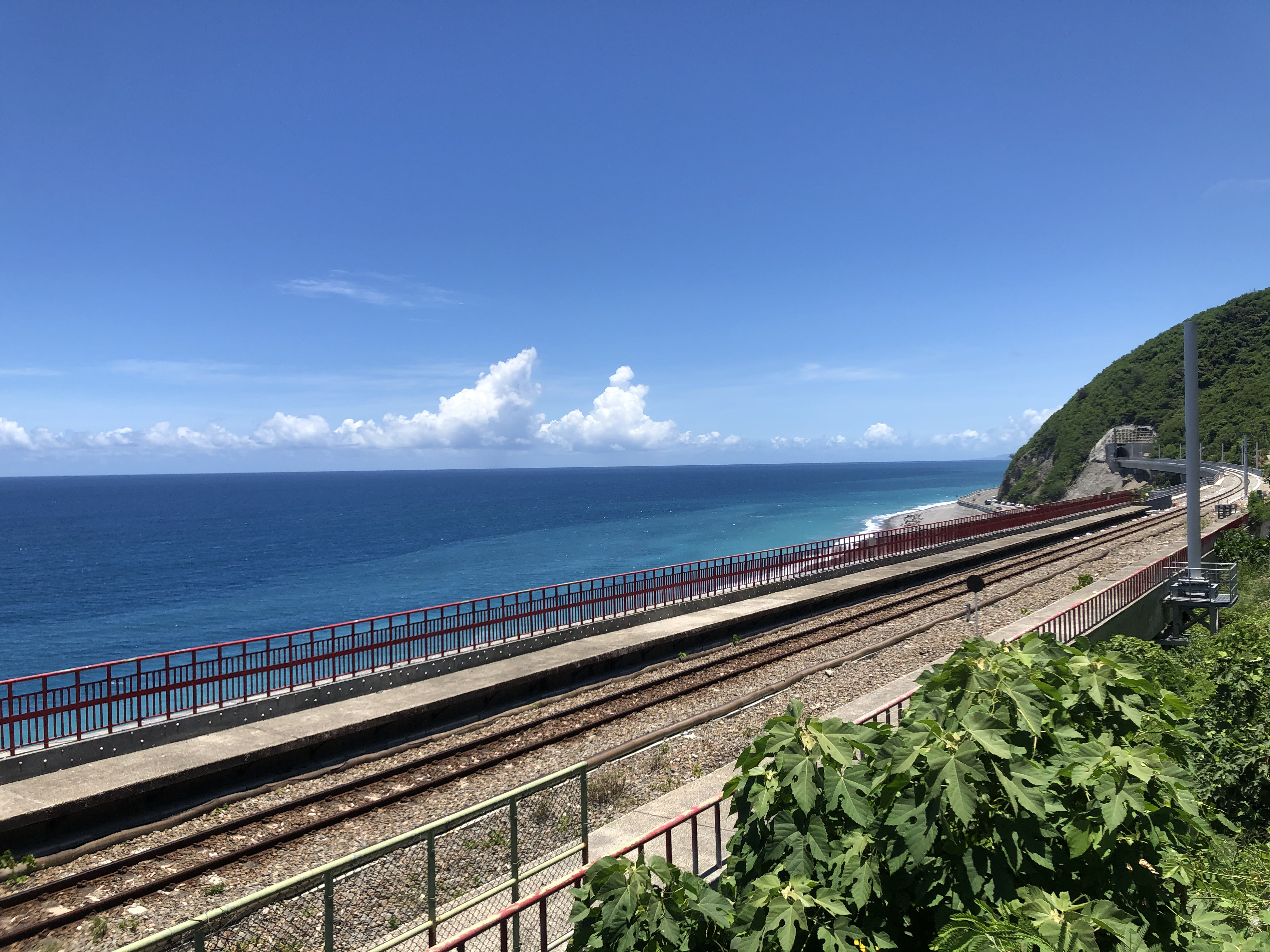
2020年多良一號隧道改線後的多良車站月台

## 外部連結
- 【台灣，你好！】沙發環島空拍鷹眼系列 - 2015/7/23 台東海岸線 卷一
- 裁撤小站巡禮 多良站
- 【4K】台東多良車站即時影像 - 臺東縣政府交通及觀光發展處 （页面存档备份，存于）

22°30′24″N 120°57′32″E / 22.50667°N 120.95889°E